# Sven Jaschan
Pour les articles homonymes, voir Sven.
 (janvier 2021).
 (janvier 2015).
Si vous disposez d'ouvrages ou d'articles de référence ou si vous connaissez des sites web de qualité traitant du thème abordé ici, merci de compléter l'article en donnant les références utiles à sa vérifiabilité et en les liant à la section « Notes et références ».
Sven Jaschan est un programmeur allemand et « black hat », né le 29 avril 1986. Créateur des vers informatiques Sasser et NetSky, il est arrêté le 7 mai 2004.

## Biographie
Jaschan a grandi dans le village de Waffensen, en Allemagne. Sa mère travaillait dans une société de maintenance informatique. À 18 ans, il développe deux vers informatiques baptisés Sasser et NetSky[réf. obsolète], ciblant principalement le système d'exploitation Windows de Microsoft.
Afin d'identifier le responsable de ces virus, le programme de recherche antivirus de Microsoft propose alors d'offrir une récompense à toute personne dénonçant l'inventeur de ces vers.
Les deux personnes ayant aidé à identifier Jaschan ont partagé une récompense de 250 000 dollars, payée dans le cadre du programme de récompense de 5 millions de dollars de Microsoft.
Interpellé le 7 mai 2004 par la police allemande à la suite d'une enquête internationale longue de 3 mois, Jaschan avoue être le créateur de Sasser. Il est condamné à une peine d'un an et neuf mois de prison avec sursis.
En mai 2004, Sasser est considéré comme étant le virus le plus dangereux d'Internet, la « star incontestée de ce mois de mai » selon l'éditeur de sécurité Sophos. Le virus aurait presque atteint Blaster, un autre programme viral, avec 51,1 % des attaques virales réalisées durant le mois[réf. obsolète].
En raison de l'ampleur des dégâts, cette affaire a été très médiatisée. Selon Sophos, 70 % des ordinateurs connectés à Internet ont été contaminés, soit plus de 2 millions selon la préfecture de police française. Malgré les conséquences de ses actions, Jaschan fut embauché par SecurePoint, une société de sécurité informatique allemande. Cependant, Avira, un autre acteur du secteur, mit fin à leur coopération le 23 septembre 2004.

## Procès
Selon l'équipe du site danois « Support Sasser », Jaschan aurait simplement montré au grand public une faille de Windows, et donc rendu un service en créant cette alerte. Le site aurait même créé un fonds pour l'aider à payer les frais occasionnés par l'attaque de Sasser, mais ne serait pas parvenu à atteindre le montant nécessaire.
L'acte d'accusation fait état de 143 plaintes contre l'auteur du virus. Les dommages matériels s'élèveraient à 130 000 euros. Selon le magistrat du Parquet, Helmut Trentmann : « Nous n'avons pas de plaintes de grandes entreprises cotées en bourse, qui étaient certainement touchées », ce qui explique le montant  faible de ces dégâts déclarés.
Après son arrestation, Jaschan fut libéré dans l'attente de son procès. Le vendredi 8 juillet 2005, il reçoit une condamnation de 21 mois avec sursis.
La création de Sasser aurait, selon Jaschan, été faite pour sa mère. Cette dernière travaillant dans la maintenance informatique, il avait voulu faire augmenter son chiffre d'affaires. Cependant, il a été surpris par l'ampleur des dégâts causés par son programme. Selon certaines sources, son père lui aurait même demandé, après la diffusion du virus, de créer un antivirus spécifique pour neutraliser Sasser.